# Brazilobothriurus pantanalensis
Genre
Espèce
Brazilobothriurus pantanalensis, unique représentant du genre Brazilobothriurus, est une espèce de scorpions de la famille des Bothriuridae.

## Distribution
Cette espèce est endémique du Mato Grosso do Sul au Brésil. Elle se rencontre dans le Pantanal vers Corumbá.

## Étymologie
Son nom d'espèce, composé de pantanal et du suffixe latin -ensis, « qui vit dans, qui habite », lui a été donné en référence au lieu de sa découverte, le Pantanal.

## Publication originale
- Lourenço & Monod, 2000 : Description of a new genus and species of scorpion (Bothriuridae) from Brazil. Ekológia (Bratislava), vol. 19, sup. 3, p. 145–152 (texte original)